# Brian Blessed
Brian Blessed, OBE (udtales [ˈblɛsɪd]; født 9. oktober 1936 i Mexborough) er en engelsk skuespiller, forfatter og eventyrer. Udover at deltage i det engelske quizprogram QI, har han også været vært i tvprogrammet Have I Got News for You.

## Hædersbevisninger
I 2016 blev han udnævnt til Officer of the Order of the British Empire (OBE), for sit virke som skuespiller og arbejde for velgørenhed.